# TRAPPIST-1e
TRAPPIST-1e és un planeta extrasolarque forma part d'un sistema planetari format per almenys set planetes. Orbita l'estrella nana ultrafreda denominada TRAPPIST-1 aproximadament a 40 anys llum en la constel·lació d'aquari. Va ser descobert en 2017 pel telescopi TRAPPIST per mitjà de trànsit astronòmic.